# 해상여객터미널

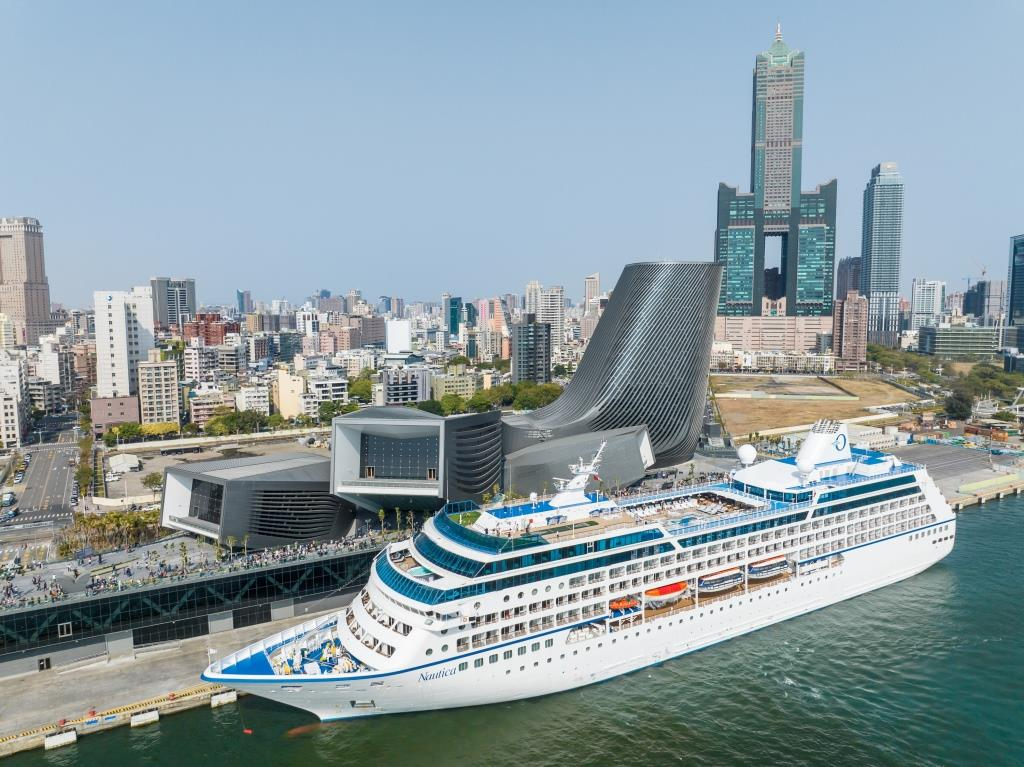
중화민국 가오슝시 가오슝항구크루즈터미널

해상여객터미널(maritime passenger terminal)은 페리(연락선), 유람선, 원양 정기선과 같은 수상 선박에 승하차하는 승객에게 서비스를 제공하는 항구의 구조물이다. 터미널에서 운항하는 선박의 종류에 따라 페리 터미널(ferry terminal), 크루즈 터미널(cruise terminal) 등으로 명명될 수 있다. 승객뿐만 아니라 여객 터미널에는 때때로 자동차 및 기타 육상 차량이 선박에 의해 승하차될 수 있는 시설이 있다.

## 같이 보기
- 원양 정기선